# جودیت ریدلی
جودیت ریدلی (انگلیسی: Judith Ridley؛ زادهٔ ۱۹۴۶) یک هنرپیشه اهل ایالات متحده آمریکا است.

## گزیده فیلمشناسی
از فیلم‌ها یا برنامه‌های تلویزیونی که وی در آن نقش داشته‌است می‌توان به آثار زیر اشاره کرد.
- شب زندگان مرده